# Johannes Fischer (Politiker, 1880)

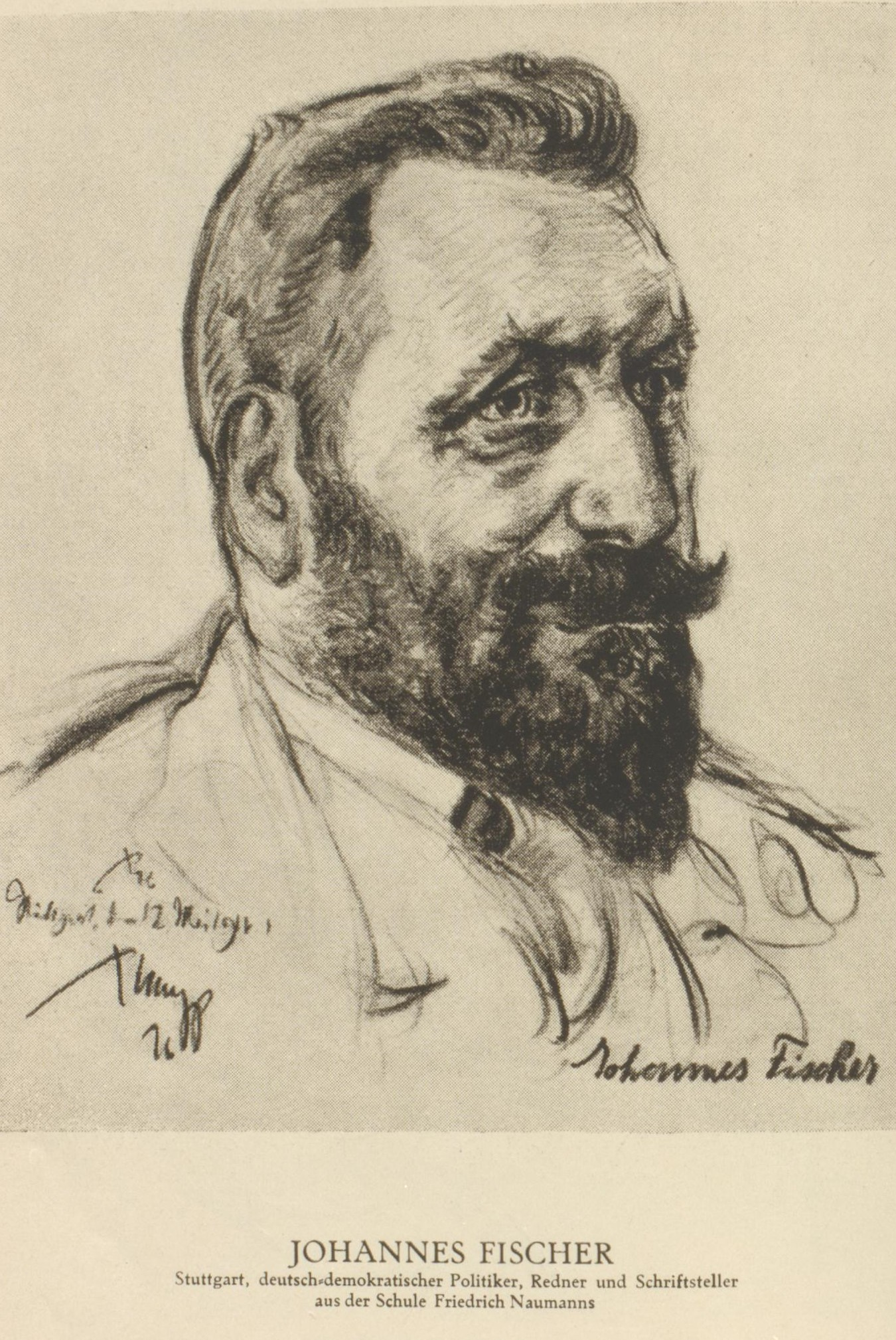
Emil Stumpp Johannes Fischer (1926)

Johannes Fischer (geboren 6. Dezember 1880 in Münsingen (Württemberg); gestorben 9. Mai 1942 in Stuttgart) war ein deutscher Politiker und Journalist.

## Leben
Johannes Fischer stammte aus armen Verhältnissen, er erlernte in Metzingen das Flaschnerhandwerk, arbeitete in Reutlingen und Stuttgart und ging auf Wanderschaft. 1904 wurde er für kurze Zeit Mitglied des Deutschen Metallarbeiter-Verbands (DMV). Er heiratete 1906 Berta Kehrer, sie hatten drei Kinder. 1904 bis 1909 war er in Reutlingen Sekretär der Evangelischen Arbeitervereine in Württemberg.
Fischer kam durch Friedrich Naumann zur Politik und war 1907 bei der Reichstagswahl zusammen mit Theodor Heuss dessen erfolgreicher Wahlkampforganisator und ab 1909 dessen Wahlkreissekretär in Heilbronn.
Fischer war seit 1909 Mitglied der Heilbronner Freimaurerloge Furchtlos und Treu und wurde später (1934) Mitglied der Stuttgarter Freimaurerloge Erwin zur Treue am Rosenstein. 1912 wurde er als Mitglied der Fortschrittlichen Volkspartei (FVP) zum jüngsten Landtagsabgeordneten in Stuttgart gewählt und blieb dies bis zur Revolution 1918, für die FVP war er ab 1913 Parteisekretär in Heilbronn.
Ab 1915 war Fischer Soldat im Ersten Weltkrieg. Er arbeitete nach Kriegsende wieder als Parteisekretär der Deutschen Demokratischen Partei (DDP) Württembergs und wurde 1919 in die Verfassunggebende Landesversammlung gewählt. Er schrieb als freier Journalist für verschiedene Zeitungen, unter anderem Stuttgarter Neues Tagblatt, Württemberger Zeitung, Schwarzwälder Bote und Reutlinger Generalanzeiger. 1921 wurde er Chefredakteur des DDP-Parteiblatts „Der Beobachter“. Von 1921 bis 1924 war er im Rang eines Regierungsrats bei der Presseabteilung des Württembergischen Staatsministeriums beschäftigt, bei Einsparmaßnahmen wurde die Stelle gestrichen. Er wurde 1930 als Nachfolger Reinhold Maiers Vorsitzender der Ortsgruppe Groß-Stuttgart der DDP. Fischer kam 1929 als Nachrücker in den Württembergischen Landtag und wurde 1932 für die Deutsche Staatspartei wiedergewählt. Der Landtag wurde am 31. März 1933 von der Regierung Hitler mit Hilfe des „Gleichschaltungsgesetzes“, das durch das von Heuss mitbeschlossene Ermächtigungsgesetz möglich geworden war, aufgelöst und neubestimmt, so dass Fischer sein Mandat verlor.
Als Gegner der Nationalsozialisten kam Fischer im Juni 1933 in Schutzhaft und war mehrere Monate im KZ Heuberg inhaftiert. Fischer arbeitete danach als Handelsvertreter für Kohlen und für Schreibmaschinen. 1933/34 schrieb er eine Autobiografie, die vom Ullstein Verlag publiziert werden sollte, aber aus politischen Gründen nicht gedruckt werden durfte. Sie wurde 1990 vom Württembergischen Geschichts- und Altertumsverein unter dem Titel Aus Fünfzig Jahren veröffentlicht und enthält auch eine als „Nachwort“ bezeichnete Würdigung Fischers von Heuss aus den 1950er Jahren. Fischer starb 1942 an einer Herzerkrankung.
Fischers Tochter Lotte war mit dem FDP-Politiker und Landtagsabgeordneten Walter Nischwitz (1889–1969) verheiratet.

## Schriften (Auswahl)

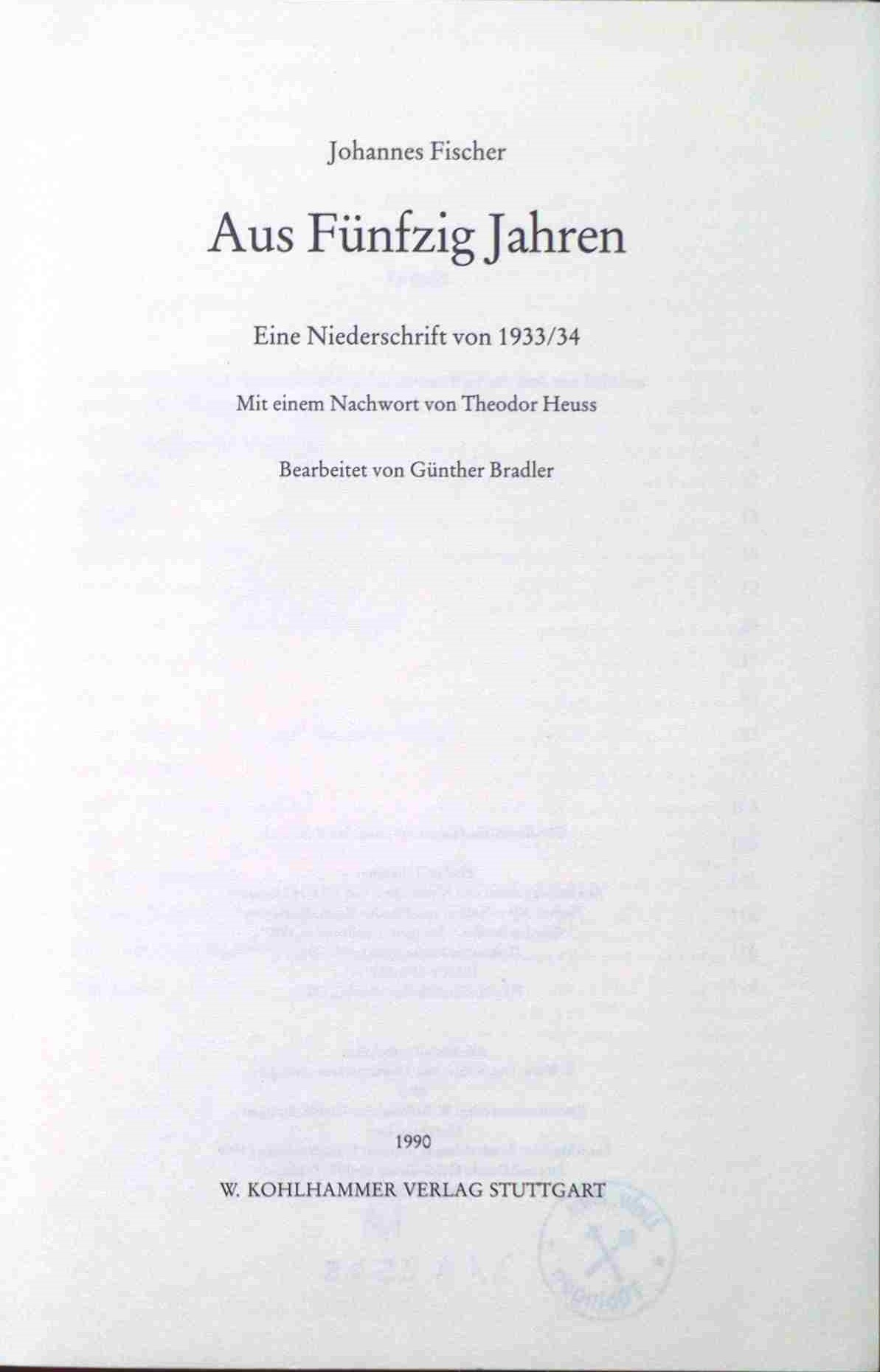
Johannes Fischer Aus fünfzig Jahren (1990)

- Das deutsche Volk und sein Krieg : Reden, Aufsätzen, Erschautes und Erlebtes an der Front. Stuttgart : Keutel, 1915
- Matthias Hohner : der Bahnbrecher der Harmonika; Lebensbild und Lebenswerk. Stuttgart : Muth, 1940
- Das Orgelbauergeschlecht Walcker in Ludwigsburg.  Die Menschen – Die Zeiten – Das Werk. Nachwort Theodor Heuss. Kassel : Bärenreiter, 1966 (zuerst 1943)
- Aus fünfzig Jahren : eine Niederschrift von 1933/34. Nachwort Theodor Heuss. Bearbeitet von Günther Bradler. Stuttgart : Kohlhammer, 1990